# いて座ファイ星
いて座φ星は、いて座の恒星で3等星。南斗六星の1つ。

## 特徴
この星は、水素核融合を終えた、あるいはまもなく終えるであろう段階にあると考えられている。
自転速度はよくわかっておらず、異なる2つの値が得られており、それを平均すると52km/秒となり、この値で計算すると自転周期は4.6日以下となる。
分光連星としての記載もある一方で、James B. Kalerは、伴星のデータはなく単独星と考えている。